# 篠塚大登
篠塚大登（日语：／ Shinozuka Hiroto，2003年12月23日—），日本男子乒乓球運動員、世界冠军，出身於愛知縣。目前隸屬於日本職業乒乓球聯賽T聯賽的琉球アスティーダ。

## 個人簡歷
篠塚大登是左手挥拍攻击型选手。在2024年的全日本乒乓球锦标赛上获得单打比赛的最佳4名，以及混合双打的冠军。他是木下大师东京队的成员（2023-2024赛季）。他与木下集团签订了赞助合同，并与Tamas（Butterfly）签订了顾问合同。
由于高中教师的父亲偶然成为乒乓球部的顾问，从5岁开始就开始参加附近的乒乓球俱乐部活动。在那个俱乐部的推荐下，从小学一年级开始加入了卓伸俱乐部。从小学高年级开始，成绩逐渐显现出来，并受到了关注。进入了爱知工业大学附属中学，并升入了爱工大名电高中。

## 主要戰績
2019年4月1日，签约了蝴蝶（TAMAS）公司，成为其顾问。
2020年，加入了T.T彩玉乒乓球俱乐部。
在2020-2021赛季中，与爱工大名电的前辈曾根翔一起组成的双打组合取得了10胜3负的成绩，并获得了最佳搭档奖。
2021年6月，宣布与法国Pro B联赛的球队Bayard Argentan tennis de table签约，但受到了新冠疫情的旅行限制和国内比赛的繁忙程度的影响，未能参加比赛。
2022年，从爱工大名电高中毕业，进入了爱知工业大学（经营学科体育管理专业），並於2024年首屆日本校企聯賽率領愛知工業大學拿下第一屆冠軍。
在2020年加入T.T彩玉乒乓球俱乐部并效力了两个赛季，但于2022年3月离队。同年4月，转会到木下Maestro东京。同时，宣布与木下集团签订了赞助合约。
2022年8月5日，宣布与波兰超级联赛球队Dartom Bogoria Grodzisk Mazowiecki签约。虽然原计划参加2022年至2023年的T联赛和波兰超级联赛，但由于赛程过密，未能参加比赛，于2023年3月22日宣布离队。
2024年1月31日，被日本乒乓球协会选为“世界乒乓球锦标赛釜山大会”男子日本代表队成员。
2024年2月5日，被日本乒乓球协会选为“第33届夏季奥林匹克运动会”（巴黎奥运会）男子日本代表队候选成员之一，作为团体赛成员与智和企划的张本智和和明治大学的戸上隼輔一起被选中。
2024年4月15日，宣布退出木下Maestro东京队。
2024年5月8日，宣布簽約琉球Asteeda俱樂部。
2025年1月2日，宣布將於25-26賽季加盟德甲乒乓球聯賽，並宣布加入德國ASC grünwettersbach乒乓球俱樂部。
2025年5月25日，搭档户上隼辅获得多哈世锦赛男双冠军。

## 外部連接
- 篠塚大登 （页面存档备份，存于）在國際乒聯上的簡介（英文）
- 篠塚大登 （页面存档备份，存于）在T聯賽聯盟上的簡介（日語）
- 篠塚大登的X（前Twitter）